# مارتین باتلر (بازیکن فوتبال، زاده ۱۹۷۴)
مارتین باتلر (انگلیسی: Martin Butler؛ زادهٔ ۱۵ سپتامبر ۱۹۷۴) بازیکن فوتبال اهل بریتانیا است.
از باشگاه‌هایی که در آن بازی کرده‌است می‌توان به باشگاه فوتبال کمبریج یونایتد، باشگاه فوتبال برتون آلبیون، باشگاه فوتبال روترهام یونایتد، باشگاه فوتبال ردینگ، باشگاه فوتبال گریمزبی تاون، باشگاه فوتبال ووستر سیتی، و باشگاه فوتبال والسال اشاره کرد.